# Liste der Kulturdenkmale in Flensburg-Südstadt
In der Liste der Kulturdenkmale in Flensburg-Südstadt sind alle Kulturdenkmale des Stadtteils Südstadt der schleswig-holsteinischen Stadt Flensburg aufgelistet. Flensburg aufgelistet. Der Erstellung diente insbesondere die im Hauptartikel gelistete Literatur (Stand: 10. März 2025).
Die Bodendenkmale sind in der Liste der Bodendenkmale in Flensburg erfasst.

## Legende
In den Spalten befinden sich folgende Informationen:
- Objekt-ID: die Nummer des Kulturdenkmales
- Lage: die Adresse des Kulturdenkmales und die geographischen Koordinaten. Kartenansicht, um Koordinaten zu setzen. In der Kartenansicht sind Kulturdenkmale ohne Koordinaten mit einem roten Marker dargestellt und können in der Karte gesetzt werden. Kulturdenkmale ohne Bild sind mit einem blauen Marker gekennzeichnet, Kulturdenkmale mit Bild mit einem grünen Marker.
- Offizielle Bezeichnung: Bezeichnung des Kulturdenkmales
- Beschreibung: die Beschreibung des Kulturdenkmales
- Bild: ein Bild des Kulturdenkmales

## Sachgesamtheiten
| Objekt-ID | Lage                                                     | Offizielle Bezeichnung | Beschreibung | Bild |
| --------- | -------------------------------------------------------- | ---------------------- | --- | ---- |
| 20550     | Eckernförder Landstraße 200 (54° 45′ 20″ N, 9° 27′ 4″ O) | Martinstift Flensburg  | Martinstift Flensburg; auf 1847 zurückgehend, Bauten 1899-1905, Zimmermeister Andreas Fabian; dreiseitige Hofanlage mit Haupthaus von 1905, östlich der Zufahrt ehem. Jungenhaus von 1899 und westlich ehem. Schul- und Arbeitshaus von 1904 - Begründung: geschichtlich, künstlerisch, städtebaulich - Schutzumfang: Haupthaus Martinstift Flensburg, ehem. Jungenhaus, ehem. Schul- und Arbeitshaus | BW   |
| 26514     | Niedermai 1, 3, 5, 7 (54° 46′ 48″ N, 9° 26′ 14″ O)       | Munketoftstift         | Munketoftstift; 1869, 1858, 1860, 1904, Laurits Albert Winstrup, Jacob August Bandholz; ehem. Armenstift in Peripherie der südl. Altstadt, hofartige Anlage aus zwei älteren zweigeschossigen Wohnbauten und einem jüngeren Wohnbau sowie einem Hinterhaus, weitestgehend einheitliche Gestaltung in Backstein mit Satteldächern - Begründung: geschichtlich, städtebaulich - Schutzumfang: ehem. Armenhaus Munketoftstift (Niedermai 1), ehem. Armenwohnungen (Niedermai 3, 7), Hinterhaus (Niedermai 5) | BW   |

## Mehrheit von Baulichen Anlagen
| Objekt-ID | Lage                                                                                      | Offizielle Bezeichnung                      | Beschreibung | Bild            |
| --------- | ----------------------------------------------------------------------------------------- | ------------------------------------------- | --- | --------------- |
| 50008     | Husumer Straße 2, 4, 6, 8, 10 (54° 46′ 46″ N, 9° 26′ 1″ O)                                | Mietwohnungshäuser Husumer Straße 2-10      | Mietshausgruppe Husumer Straße 2-10; 1911-12, Maurermeister Johann Bruhn; geschlossene Reihe aus fünf dreigeschossigen Putzbauten im Reformstil, Fassadengestaltung durch Kastenerker und Zwerchgiebel, einleitend Nr. 2 als Eckgebäude zum Neumarkt - Begründung: geschichtlich, städtebaulich - Schutzumfang: Mietwohnungshäuser Husumer Straße 2, 4, 6, 8, 10 | Fotos hochladen |
| 50007     | Schleswiger Straße 2, 3, 4, 5, Husumer Straße 1a, Neumarkt 4 (54° 46′ 47″ N, 9° 26′ 7″ O) | Mietshausgruppe Neumarkt/Schleswiger Straße | Mietshausgruppe Neumarkt/Schleswiger Straße; Ende 19./Anfang 20. Jh.; den nördlichen Abschluss der Schleswiger Straße sowie die Straßengabelung am Neumarkt umschreibende Gruppe aus sechs zwei- bis viergeschossigen Mietwohnungshäusern mit historisierenden Putzfassaden, Husumer Straße 1a und Neumarkt 4 hierbei als repräsentative überleitende Eckgebäude - Begründung: geschichtlich, künstlerisch, städtebaulich - Schutzumfang: Wohnhäuser (Husumer Straße 1a, Schleswiger Straße 3, 5); Wohn und Geschäftshäuser (Neumarkt 4, Schleswiger Straße 2); Mietwohnungshaus (Schleswiger Straße 4) | Fotos hochladen |
| 50991     | Schleswiger Straße 6, 8, 10, 12, 14, 16, 18, 20, 22, 24, 26 (54° 46′ 41″ N, 9° 26′ 6″ O)  | Wohnhausgruppe Schlewiger Straße 6-26       | Wohnhausgruppe Schleswiger Straße 2-26; 1893-1900; weitgehend geschlossene, im Straßenverlauf ansteigende Bebauung aus zwei und dreigeschossigen Putzbauten mit reicher, teils figürlicher neubarocker Gliederung in Backstein und Putz - Begründung: geschichtlich, künstlerisch, städtebaulich - Schutzumfang: Wohnhaus (Schleswiger Straße 6), Mietwohnungshäuser (Schleswiger Straße 8, 10, 12, 14, 16, 18, 20, 22, 24), Wohn- und Geschäftshaus (Schleswiger Straße 26) | Fotos hochladen |
| 51091     | Schleswiger Straße 34, 38, 40 (54° 46′ 33″ N, 9° 26′ 6″ O)                                | Mietshausgruppe Schleswiger Straße 34-40    | Mietshausgruppe Schleswiger Straße 34-40; 1890-1903, Zimmermeister Boy Willandsen, Maurermeister Jacob. August Bandholz, Maurer August Kruse; im Straßenverlauf ansteigende Bebauung aus zwei- und dreigeschossigen Putzbauten mit reicher historistischer und Putzgliederung teils mit Jugendstilanklängen - Begründung: geschichtlich, städtebaulich - Schutzumfang: Mietwohnungshäuser Schleswiger Straße 34, 38, 40 | BW              |

## Bauliche Anlagen und Gründenkmale
| Objekt-ID      | Lage                                                     | Offizielle Bezeichnung            | Beschreibung | Bild                             |
| -------------- | -------------------------------------------------------- | --------------------------------- | --- | -------------------------------- |
| 47 Wikidata    | Am Bundesbahnhof 1 - 2 (54° 46′ 29″ N, 9° 26′ 12″ O)     | Bahnhofsgebäude                   | Alteintragung (Aktualisierung vorgesehen) - Begründung: geschichtlich, künstlerisch, städtebaulich - Schutzumfang: Alteintragung (Aktualisierung vorgesehen) - Denkmaltyp: Bauliche Anlage | weitere Fotos \| Fotos hochladen |
| 9266           | Am Bundesbahnhof 2 (54° 46′ 27″ N, 9° 26′ 16″ O)         | Bahn-Eilgutabfertigungsgebäude    | Alteintragung (Aktualisierung vorgesehen) - Begründung: geschichtlich, künstlerisch, städtebaulich - Schutzumfang: Alteintragung (Aktualisierung vorgesehen) - Denkmaltyp: Bauliche Anlage | BW                               |
| 9267           | Am Bundesbahnhof 2 (54° 46′ 21″ N, 9° 26′ 28″ O)         | Stellwerk Fo (Reiterstellwerk)    | Alteintragung (Aktualisierung vorgesehen) - Begründung: geschichtlich, technisch - Schutzumfang: Alteintragung (Aktualisierung vorgesehen) - Denkmaltyp: Bauliche Anlage | weitere Fotos \| Fotos hochladen |
| 9262           | Am Bundesbahnhof 3 (54° 46′ 26″ N, 9° 26′ 20″ O)         | ehem. Bahnpostamt                 | Alteintragung (Aktualisierung vorgesehen) - Begründung: geschichtlich, städtebaulich - Schutzumfang: Alteintragung (Aktualisierung vorgesehen) - Denkmaltyp: Bauliche Anlage | weitere Fotos \| Fotos hochladen |
| 9263           | Am Bundesbahnhof 3 (54° 46′ 26″ N, 9° 26′ 22″ O)         | ehem. Übernachtungsgebäude        | Alteintragung (Aktualisierung vorgesehen) - Begründung: geschichtlich, künstlerisch, städtebaulich - Schutzumfang: Alteintragung (Aktualisierung vorgesehen) - Denkmaltyp: Bauliche Anlage | BW                               |
| 9257           | Am Bundesbahnhof (54° 46′ 27″ N, 9° 26′ 12″ O)           | Bahnsteiganlage mit Überdachungen | Alteintragung (Aktualisierung vorgesehen) - Begründung: geschichtlich, künstlerisch, städtebaulich - Schutzumfang: Alteintragung (Aktualisierung vorgesehen) - Denkmaltyp: Bauliche Anlage | Fotos hochladen                  |
| 9268           | Am Bundesbahnhof (54° 46′ 29″ N, 9° 26′ 12″ O)           | Bahnhofsvorplatz                  | Alteintragung (Aktualisierung vorgesehen) - Begründung: geschichtlich, städtebaulich - Schutzumfang: Alteintragung (Aktualisierung vorgesehen) - Denkmaltyp: Bauliche Anlage | weitere Fotos \| Fotos hochladen |
| 20541          | Backensmühle 7 (54° 46′ 21″ N, 9° 26′ 16″ O)             | Wohnhaus Riesbeck                 | Wohnhaus Riesbeck; 1935-35, Architekt Hans Rietschel; eingeschossiger Backsteinbau in Giebelstellung mit steilem Satteldach, zeittypische Backsteinornamentik, qualitätvolle bauzeitliche Innenausstattung - Begründung: geschichtlich, künstlerisch, städtebaulich - Schutzumfang: Wohnhaus Riesbeck, - Denkmaltyp: Bauliche Anlage                                                                     | Fotos hochladen                  |
| 19386          | Bahnhofstraße 30 (54° 46′ 45″ N, 9° 26′ 17″ O)           | Mietwohnungshaus                  | Alteintragung (Aktualisierung vorgesehen) - Begründung: Alteintragung (Aktualisierung vorgesehen) - Schutzumfang: Alteintragung (Aktualisierung vorgesehen) - Denkmaltyp: Bauliche Anlage | Fotos hochladen                  |
| 20547          | Bahnhofstraße 30 - 36 (54° 46′ 44″ N, 9° 26′ 17″ O)      | Mietwohnungshausgruppe            | Alteintragung (Aktualisierung vorgesehen) - Begründung: Alteintragung (Aktualisierung vorgesehen) - Schutzumfang: Alteintragung (Aktualisierung vorgesehen) - Denkmaltyp: Bauliche Anlage | Fotos hochladen                  |
| 19387          | Bahnhofstraße 32 (54° 46′ 44″ N, 9° 26′ 17″ O)           | Mietwohnungshaus                  | Alteintragung (Aktualisierung vorgesehen) - Begründung: Alteintragung (Aktualisierung vorgesehen) - Schutzumfang: Alteintragung (Aktualisierung vorgesehen) - Denkmaltyp: Bauliche Anlage | Fotos hochladen                  |
| 19388          | Bahnhofstraße 34 (54° 46′ 43″ N, 9° 26′ 17″ O)           | Mietwohnungshaus                  | Alteintragung (Aktualisierung vorgesehen) - Begründung: Alteintragung (Aktualisierung vorgesehen) - Schutzumfang: Alteintragung (Aktualisierung vorgesehen) - Denkmaltyp: Bauliche Anlage | Fotos hochladen                  |
| 19389          | Bahnhofstraße 36 (54° 46′ 43″ N, 9° 26′ 18″ O)           | Mietwohnungshaus                  | Alteintragung (Aktualisierung vorgesehen) - Begründung: Alteintragung (Aktualisierung vorgesehen) - Schutzumfang: Alteintragung (Aktualisierung vorgesehen) - Denkmaltyp: Bauliche Anlage | Fotos hochladen                  |
| 9171           | Bahnhofstraße 38 (54° 46′ 41″ N, 9° 26′ 16″ O)           | ehem. Arbeitsamt                  | Alteintragung (Aktualisierung vorgesehen) - Begründung: geschichtlich, künstlerisch, städtebaulich - Schutzumfang: gesamtes Objekt - Denkmaltyp: Bauliche Anlage | weitere Fotos \| Fotos hochladen |
| 45461          | Bahnhofstraße (54° 46′ 47″ N, 9° 26′ 16″ O)              | Eisenbahnbrücke                   | Eisenbahnbrücke; 1929; auf Anlage der Hafenbahn um 1852-54 zurückgehend, genietete Eisenkonstruktion mit Widerlagern in Stahlbeton, scharrierte Oberflächen - Begründung: geschichtlich, städtebaulich, technisch - Schutzumfang: gesamtes Objekt - Denkmaltyp: Bauliche Anlage, Sachgesamtheit: Bahnbrücken, Hafenbahn Flensburg                                                                        | BW                               |
| 55444 Wikidata | Diblerstraße 4 (54° 46′ 26″ N, 9° 26′ 0″ O)              | Pauluskirche mit Ausstattung      | Pauluskirche; 1959-61, Otto Andersen; kompakter Backsteinbau auf polygonalem Grundriss mit kupfergedecktem Walmdach und beigestelltem Turm mit hohem schlankem Helm; Kirchenraum variabel, integrierte Gemeinderäume, Glasfenster von Ernst Günter Hansing, plastische Ausstattung von Fritz Fleer - Schutzumfang: Pauluskirche mit Ausstattung - Begründung: Geschichtlich, Künstlerisch, Städtebaulich | weitere Fotos \| Fotos hochladen |
| 54915          | Eckernförder Landstraße 200 (54° 45′ 20″ N, 9° 27′ 4″ O) | Haupthaus Martinstift Flensburg   | Haupthaus Martinstift Flensburg; 1905, Zimmermeister Andreas Fabian; eingeschossiger Putzbau auf hohem Sockel in Feld- und Backstein, ausgebautes Kurzwalmdach, übergiebelte Mittelrisalite mit Lisengliederung - Begründung: geschichtlich, künstlerisch, städtebaulich - Schutzumfang: Haupthaus Martinstift Flensburg, - Denkmaltyp: Bauliche Anlage, Sachgesamtheit: Martinstift Flensburg           | BW                               |
| 28574          | Gutenbergstraße 12 (54° 45′ 59″ N, 9° 26′ 18″ O)         | Versandhaus Beate Uhse            | Alteintragung (Aktualisierung vorgesehen) - Begründung: geschichtlich, künstlerisch - Schutzumfang: Alteintragung (Aktualisierung vorgesehen) - Denkmaltyp: Bauliche Anlage | BW                               |
| 9354           | Husumer Straße 52 (54° 46′ 23″ N, 9° 25′ 27″ O)          | Villa                             | Alteintragung (Aktualisierung vorgesehen) - Begründung: geschichtlich, künstlerisch, städtebaulich - Schutzumfang: gesamtes Objekt - Denkmaltyp: Bauliche Anlage | BW                               |
| 19390          | Munketoft 5 (54° 46′ 43″ N, 9° 26′ 17″ O)                | Wohnblock                         | Alteintragung (Aktualisierung vorgesehen) - Begründung: Alteintragung (Aktualisierung vorgesehen) - Schutzumfang: Alteintragung (Aktualisierung vorgesehen) - Denkmaltyp: Bauliche Anlage | Fotos hochladen                  |
| 9258           | Mühlendamm 21 - 23 (54° 46′ 30″ N, 9° 26′ 19″ O)         | Bahn-Güterabfertigungsanlage      | Alteintragung (Aktualisierung vorgesehen) - Begründung: Alteintragung (Aktualisierung vorgesehen) - Schutzumfang: Alteintragung (Aktualisierung vorgesehen) - Denkmaltyp: Bauliche Anlage | BW                               |
| 61             | Niedermai 1 (54° 46′ 49″ N, 9° 26′ 14″ O)                | ehem. Armenhaus Munketoftstift    | ehem. Armenhaus Munketoftstift; 1869; lang gestreckter zweigeschossiger Gelbsteinbau mit Satteldach und Giebelfront zur Niedermai, stichbogige Fenster zu Dreiergruppen gegliedert, ehemaliger Stallanbau mit Bohlendach - Begründung: geschichtlich, städtebaulich - Schutzumfang: gesamtes Objekt - Denkmaltyp: Bauliche Anlage, Sachgesamtheit: Munketoftstift                                        | BW                               |
| 20595          | Schleswiger Straße 14 (54° 46′ 41″ N, 9° 26′ 6″ O)       | Mietwohnungshaus                  | Mietwohnungshaus; 1898, Maurermeister Johann Bruhn; dreigeschossiger Putzbau mit reicher, teils figürlicher neubarocker Gliederung in Backstein und Putz - Begründung: geschichtlich, städtebaulich - Schutzumfang: gesamtes Objekt - Denkmaltyp: Bauliche Anlage, Mehrheit von baulichen Anlagen: Wohnhausgruppe Schlewiger Straße 6-26                                                                 | Fotos hochladen                  |
| 9593           | Schleswiger Straße 26 (54° 46′ 37″ N, 9° 26′ 5″ O)       | Wohn- und Geschäftshaus           | Wohn- und Geschäftshaus; 1899, Maurermeister Johann Bruhn; dreigeschossiger Putzbau mit reicher, teils figürlicher neubarocker Gliederung in Backstein und Putz - Begründung: geschichtlich, künstlerisch, städtebaulich - Schutzumfang: gesamtes Objekt - Denkmaltyp: Bauliche Anlage, Mehrheit von baulichen Anlagen: Wohnhausgruppe Schlewiger Straße 6-26                                            | Fotos hochladen                  |
| 8653           | Schleswiger Straße 27 (54° 46′ 35″ N, 9° 26′ 8″ O)       | Villa                             | Alteintragung (Aktualisierung vorgesehen) - Begründung: geschichtlich, künstlerisch, städtebaulich - Schutzumfang: gesamtes Objekt - Denkmaltyp: Bauliche Anlage | Fotos hochladen                  |
| 8973           | Schleswiger Straße 29 (54° 46′ 34″ N, 9° 26′ 8″ O)       | Villa                             | Alteintragung (Aktualisierung vorgesehen) - Begründung: Alteintragung (Aktualisierung vorgesehen) - Schutzumfang: Alteintragung (Aktualisierung vorgesehen) - Denkmaltyp: Bauliche Anlage | Fotos hochladen                  |
| 8649           | Schleswiger Straße 31 (54° 46′ 33″ N, 9° 26′ 8″ O)       | Villa                             | Alteintragung (Aktualisierung vorgesehen) - Begründung: geschichtlich, künstlerisch, städtebaulich - Schutzumfang: gesamtes Objekt - Denkmaltyp: Bauliche Anlage | Fotos hochladen                  |
| 9264           | Schleswiger Straße 42 (54° 46′ 31″ N, 9° 26′ 6″ O)       | ehem. Bahnhofs-Betriebsamt        | Alteintragung (Aktualisierung vorgesehen) - Begründung: - Schutzumfang: Alteintragung (Aktualisierung vorgesehen) - Denkmaltyp: Bauliche Anlage | Fotos hochladen                  |
| 28014          | Schleswiger Straße 42 (54° 46′ 31″ N, 9° 26′ 6″ O)       | Grundstückseinfriedigung          | Alteintragung (Aktualisierung vorgesehen) - Begründung: Alteintragung (Aktualisierung vorgesehen) - Schutzumfang: Alteintragung (Aktualisierung vorgesehen) - Denkmaltyp: Bauliche Anlage | Fotos hochladen                  |
| 55147          | Schleswiger Straße 55 (54° 46′ 22″ N, 9° 26′ 9″ O)       | Dienstgebäude des Straßenbauamtes | Dienstgebäude des Straßenbauamtes; 1950, Straßenbaurat Lohse; breitgelagerter, zweigeschossiger Backsteinbau mit hohem ausgebautem Walmdach, Mitteleingang mit Vordach - Begründung: geschichtlich, städtebaulich - Schutzumfang: gesamtes Äußeres, - Denkmaltyp: Bauliche Anlage | Fotos hochladen                  |
| 437            | Schleswiger Straße 66 (54° 46′ 12″ N, 9° 26′ 3″ O)       | ehem. Landwirtschaftsschule       | Alteintragung (Aktualisierung vorgesehen) - Begründung: geschichtlich, künstlerisch, städtebaulich - Schutzumfang: gesamtes Objekt - Denkmaltyp: Bauliche Anlage | Fotos hochladen                  |
| 9265           | Schleswiger Straße (54° 46′ 30″ N, 9° 26′ 1″ O)          | Stellwerk Fw                      | Alteintragung (Aktualisierung vorgesehen) - Begründung: geschichtlich, künstlerisch, technisch - Schutzumfang: Alteintragung (Aktualisierung vorgesehen) - Denkmaltyp: Bauliche Anlage | weitere Fotos \| Fotos hochladen |
| 9269           | Schleswiger Straße (54° 46′ 45″ N, 9° 26′ 7″ O)          | Brücke über die Bahnanlagen       | Alteintragung (Aktualisierung vorgesehen) - Begründung: geschichtlich, künstlerisch, städtebaulich, technisch - Schutzumfang: gesamtes Objekt - Denkmaltyp: Bauliche Anlage | weitere Fotos \| Fotos hochladen |

## Quelle
- Liste der Kulturdenkmale in Schleswig-Holstein – Stadt Flensburg (PDF)